# سیدلر، ساعتلی
سیدلر (به ترکی آذربایجانی: Seyidlər، تا یکم آوریل ۲۰۰۸ سید اوبا Seyidoba) یک منطقه مسکونی در جمهوری آذربایجان است که در شهرستان ساعتلی واقع شده‌است. سیدلر ۱۱۳۳ نفر جمعیت دارد.

## دین
در مسجد جامع سیدلر به‌نام امام حسین یک هیئت مذهبی وجود دارد.